# قیف‌سواران
قیف‌سواران (نام علمی: Cloudina) نام یک سرده از شاخه گزنده‌تباران است.